# ماذا لو؟ إجابات علمية جادة لأسئلة افتراضية سخيفة
ماذا لو؟ إجابات علمية جادة لأسئلة افتراضية سخيفة هو كتاب غير روائي من تأليف راندال مونرو يجيب فيه المؤلف عن أسئلة علمية افتراضية أرسلها إليه قراء موقع الويب الهزلي الخاص به المسمى إكس كيه سي دي. يحتوي الكتاب على مجموعة مختارة من الأسئلة والأجوبة المنشورة في الأصل على مدونة الكاتب المسماة أيضًا: ماذا لو؟ إضافةً إلى العديد من الأسئلة الجديدة. الكتاب مقسم إلى عشرات الفصول، معظمها مخصص للإجابة عن سؤال فريد يبدأ بعبارة: ماذا لو؟ صدر في أيلول/سبتمبر 2014 واستقبله النقاد بإيجابية.

## المفهوم العام للمدونة
يروي الكاتب راندال مونرو في مقدمة كتابه أنه كان يتساءل خلال فترة طفولته هل يوجد المزيد من الأشياء الصلبة أو الأشياء اللينة في العالم، وانتهى إلى أن العالم يحتوي نحو ثلاثة مليارات شيء لين البنية وخمسة مليارات شيء صلب البنية. أثارت المحادثة التي نتجت عن هذا السؤال إعجاب والدة مونرو لدرجة أنها دونتها واحتفظت بها. مع أن مونرو ذكر لاحقًا أنَّ سؤاله كان بلا معنى إلى حد ما، فقد استخدمه مثالًا توضيحيًا للسؤال المذكور في كتابه: «كيف قد تقودك الإجابة الدقيقة عن سؤال غبي إلى بعض الأماكن المثيرة للاهتمام؟».
منذ عام 2012، كان مونرو  يجيب عن أسئلة غير اعتيادية يرسلها له قراء موقعه الإلكتروني إكي كيه سي دي ومدونته «ماذا لو؟». استوحى المفهوم من برنامج «عطلة نهاية الأسبوع» الذي نظمه معهد ماساتشوستس للتكنولوجيا حيث يدرّس المتطوعون دروسًا لمجموعات من طلاب المدارس الثانوية حول أي موضوع يتم اختياره. سجّل مونرو ضمن هذا البرنامج بعد أن سمع عنه من أحد أصدقائه وقرر تدريس فصل يتحدث عن الطاقة. مع أن المحاضرة كانت في البداية مملة إلى حد ما للحاضرين، لكن فور أن بدأ مونرو بطرح أمثلة مأخوذة من سلسلة حرب النجوم وسيد الخواتم، أصبح الطلاب أكثر حماسًا للمحاضرة. في النهاية استُكمِل النصف الثاني من الفصل الدراسي على حل المشكلات الرياضية والفيزيائية. كتب مونرو بعضًا من مقالاته المنشورة في المدونة قبل بضع سنوات من بدء المدونة، بناءً على الأسئلة التي طُرحت عليه آنذاك.
نظرًا إلى تأخره في إنشاء موقعه على الإنترنت، كان لدى مونرو الكثير من الوقت للتفكير في تصميم المدونة. اختار في النهاية عرض منشوراته بوصفها صفحات فردية منفصلة بدلاً من استخدام الصفحات المؤقتة، إذ عَدَّ النوع الأخير أصعب فهمًا. عادةً ما يختار مونرو الأسئلة التي يجد بالفعل شيئًا مثيرًا للاهتمام ضمنها، أو بعد قراءة بعض المراجع العلمية عنها، إذ يبحث عن الأسئلة التي يمكنه طرحها وربطها بالمراجع العلمية. قال مونرو إن الأسئلة كانت كثيرة لدرجة استحالة قراءتها جميعًا، وتحدث عن الوقت الذي يلزمه للإجابة عن سؤال معين وكتابة منشور جديد، الذي يقدر بنحو يوم كامل من العمل الجاد.

## الإنتاج
أعلن مونرو في آذار/مارس 2014 أنه وقّع صفقة مع الناشر هوتون ميفلين هاركورت لجمع عدد كبير من منشورات مدونته وتحويلها إلى كتاب بعنوان: «ماذا لو؟: إجابات علمية جادة لأسئلة افتراضية سخيفة» في سبتمبر من العام ذاته.
يتضمّن الكتاب مجموعة مختارة من الأسئلة والأجوبة المنشورة في المدونة الأصلية إضافةً إلى أسئلة جديدة. اختار مونرو بعض الأسئلة التي لم يُجب عنها ووصلت إليه عبر بريده الإلكتروني وجمعها في أقسام منفصلة في الكتاب. أضاف مونرو الكثير من الحواشي والهوامش إلى المقالات الموجودة في الكتاب لزيادة معرفة القارئ أو الترفيه عنه. يصور غلاف الكتاب مشهدًا لـتيرانوصور ريكس ينزل إلى سارلاك من حرب النجوم، وهو موضوع غير مذكور ضمن الكتاب.
ماذا لو؟ هو الكتاب الثاني لمونرو. كتابه الأول هو  إكي كيه سي دي: المجلد صفر، مجموعة منسقة من كاريكاتير إكس كيه سي دي صدر عام 2009. أصدر مونرو كتابًا ثالثًا بعنوان: شارح الأشياء، سنة 2015.

## المحتوى

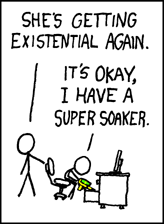
الإجابات مصحوبة برسومات بسيطة.

ماذا لو؟ يتكون أساسًا من إجابات يقدمها مونرو لأسئلة القراء الافتراضية حول مواضيع علمية مختلفة. تميل الأسئلة إلى أن تكون غير اعتيادية إلى حد ما، إذ تفترض سيناريو غير محتمل وتستفسر عن نتيجة منطقية للموقف. كان السؤال الأول الذي أجاب عنه مونرو للمدونة كالتالي:
- ماذا لو؟
باستخدام الرياضيات والفيزياء، انتهى مونرو  إلى أن مثل هذا الموقف سيؤدي إلى انفجار كبير، وأن النتيجة في النهاية ستكون تلقي الضربة في الملعب. ماذا لو؟ يتعامل مع مواضيعه بحس من الذكاء ويستخدم أحيانًا التقريبات للإجابة عن الأسئلة التي يبدو من المستحيل حلها. تتطلب معظم الأسئلة افتراضات ومهارات علمية متعددة التخصصات للإجابة، ما يؤدي إلى حساب تقريبي أو ما يعرف بحساب ظهر المظروف. ماذا لو؟ يتخلله الكثير من الرسوم التوضيحية التي يغلب عليها استخدام الخطوط البسيطة.